# Miszmar ha-Szaron
Miszmar ha-Szaron (hebr. משמר השרון; pol. Strażnik Szaronu) – kibuc położony w samorządzie regionu Emek Chefer, w Dystrykcie Centralnym, w Izraelu.
Leży na równinie Szaron w otoczeniu moszawów Kefar Chajjim, Giwat Szappira, Bitan Aharon, Bet Cherut, Bet ha-Lewi i Kefar Monash, kibuców Mabarot i Ha-Ogen, oraz wioski Bat Chen. Członek Ruchu Kibuców (Ha-Tenu’a ha-Kibbucit).

## Historia
Kibuc został założony w 1933 przez grupę ośmiu żydowskich imigrantów z Rosji, do których później dołączyli imigranci z Polski. Po przybyciu w 1924 do Palestyny uczyli się oni rolnictwa w kibucach Galilei. Wstąpili także do młodzieżowego ruchu syjonistycznego Gordonia.
W owym czasie Emek Chefer położona na równinie Szaron była opuszczonym, bagnistym i malarycznym regionem. Osadnicy wykopali kanały melioracyjne i zasadzili drzewa eukaliptusowe, aby osuszyć bagna i rozpocząć uprawę ziemi.

## Kultura i sport
W kibucu jest ośrodek kultury i basen kąpielowy.

## Gospodarka
Gospodarka kibucu opiera się na intensywnym rolnictwie, sadownictwie, uprawach w szklarniach i hodowli drobiu.

## Turystyka
Dużą tutejszą atrakcją jest Ogród zoologiczny.

## Osoby związane z kibucem
- Ehud Barak – premier Izraela, urodził się w kibucu.

## Komunikacja
Wzdłuż wschodniej granicy kibucu przebiega droga nr 5700 , którą jadąc na północ dojeżdża się do kibucu Mabarot, lub jadąc na południe dojeżdża się do moszawu Kefar Chajjim. Droga nr 5700 jest w kilku miejscach połączona z drogą ekspresową nr 4  (Erez–Kefar Rosz ha-Nikra).